# Пустовіт Світлана Віталіївна
Пустовіт Світлана Віталіївна (нар. 15 листопада 1964) — доктор філософських наук, професор. Національний університет охорони здоров'я України імені П. Л. Шупика.

## Біографічні відомості
Піскун Світлана Віталіївна народилася 15.11.1964 в с. Луізіно, Гатчинського р-ну, Ленінградської обл., СРСР. В 1986 р. змінила прізвище на Вєковшиніна (Вековшинина — рос.). З 2004 р. — Пустовіт С. В. (Пустовит — рос.)
В 1988 р. закінчила Київський державний університет ім. Т. Г. Шевченка, біологічний ф-т, отримала спеціальність «біолог-фізіолог людини та тварин, викладач біології та хімії». В 1999 р. — Національний університет «Києво-Могилянська академія», ф-т гуманітарних наук, отримала спеціальність «магістр філософії, викладач вищої школи».
Почала працювати в 1988 в Інституті фармакології і токсикології АМН України (старший лаборант).
1988—1999 рр. — працювала на різних посадах (старший інженер, науковий співробітник, молодший науковий співробітник, старший науковий співробітник) в Всесоюзному науково-дослідному інституті гігієни і токсикології пестицидів, полімерів та пластичних мас (з 1997 — Інститут екогігієни і токсикології ім. Л. І. Медведя).
В 1996 здобула науковий ступінь кандидата біологічних наук, тема дисертації: «Механізм нейротоксичної дії піретроїдів та їх комбінацій із фосфорорганічними пестицидами».
1999—2013 — Національна медична академія післядиплоної освіти імені П. Л. Шупика (старший викладач, доцент, професор).
В 2009 здобула науковий ступінь доктора філософських наук, тема дисертації: «Філософсько-методологічний аналіз передумов, засад та принципів біоетики».
2013—2014 рр. — завідувачка кафедри філософії та біоетики Одеського національного медичного університету.
2015—2022 рр.  — завідувачка кафедри філософії НУОЗ України імені П. Л. Шупика.
2022—2023 рр. — завідувачка кафедри філософії та іноземних мов НУОЗ України імені П. Л. Шупика.
З 2023 р. — професор кафедри фундаментальних дисциплін та інформатики НУОЗ України імені П. Л. Шупика.

## Освіта
В 1988 р. закінчила Київський державний університет ім. Т. Г. Шевченка, біологічний ф-т, отримала спеціальність «біолог-фізіолог людини та тварин, викладач біології та хімії». В 1999 р. — Національний університет «Києво-Могилянська академія», отримала спеціальність «магістр філософії, викладач вищої школи». Вчителі — І. І. Чурілов (Пермський державний університет, м. Пермь, Російська Федерація), проф., проф. Цибенко В. О. (Київський державний університет ім. Т. Г. Шевченка, м. Київ), чл.-кор. АМНУ, проф. Ю. С. Каган та д. біол.н., проф. Н. В. Кокшарєва (Інститут екогігієни і токсикології ім. Л. І. Медведя, м. Київ), д.філос.н., проф. В. Л. Кулініченко (Національна медична академія післядипломної освіти ім. П. Л. Шупика, м. Київ), д.філос.н., проф., чл.-кор. НАНУ М. І. Михальченко (Інститут політичних і етнонаціональних досліджень ім. І. Ф. Кураса НАН України, м. Київ).

### Захист дисертаційних робіт
В 1996 здобула науковий ступінь кандидата біологічних наук, тема дисертації: «Механізм нейротоксичної дії піретроїдів та їх комбінацій із фосфорорганічними пестицидами». Наукові керівники: чл.-кор. АМНУ, проф. Ю. С. Каган, д. біол.н., проф. Н. В. Кокшарєва.
В 2009 здобула науковий ступінь доктора філософських наук, тема дисертації: «Філософсько-методологічний аналіз передумов, засад та принципів біоетики». Наукові консультанти — заслужений діяч науки і техніки України, чл.-кор. НАН України, проф. М. І. Михальченко.

## Наукова діяльність
Авторка 40 наукових праць з біології (нейротоксикологія) та 230 наукових праць з філософії (історія філософії, філософія науки, етика, біоетика), серед яких 15 монографій. Перекладач з англійської мови та редактор книги В. Р. Поттера «Біоетика — міст у майбутнє».
2013—2015 — заступник головного редактора міжнародного медико-філософського журналу «Інтегративна антропологія».
З 2019 — член редакційної колегії міжнародного медико-філософського журналу «Інтегративна антропологія».
З 2016 р. — член редакційної колегії фахового науково-практичного журналу «Здоров'я суспільства».
2019—2021 рр. — член Спеціалізованої вченої ради Д 26.161.01 захисту дисертацій на здобуття наукового ступеня доктора (кандидата) наук Інституту філософії імені Г. С. Сковороди НАН України.
2015—2023 рр. — голова Комісії з питань етики НУОЗ України імені П. Л. Шупика.
Президент Всеукраїнської громадської організації «Українська асоціація з біоетики», член Комітету з питань біоетики при Президії НАНУ, член Наукової ради Національного наукового центру з медико-біотехнічних проблем НАНУ, член Наукової ради Міжнародного товариства з біоетики (SIBI) (Хіхон, Іспанія).
Хобі: Має чорний пояс по карате, перший дан. Міжнародна федерація IKO Matsushima, Українська Асоціація Карате Кіокушинкайкан (роки навчання: 2015—2022).

## Перелік ключових публікацій
1. Пустовіт С. Соціально-політичний вимір філософії Мераба Мамардашвілі. Ideas. Philosophical journal: international multilingual theoretical scientific application, No. 1(23) — 2(24), June — November, 2024. P. 9-22. https://ideas.academyjournal.org/index.php/IDEI/article/view/302
2. Pustovit, S., Paliei, L. Global bioethics in European context. Філософська думка, 2024, 2, 117—136.https://dumka.philosophy.ua/index.php/fd/article/view/747/684
3. Пустовіт С. Здоров'я як реалізація соціальної суб'єктності пацієнта. Освітній дискурс: збірник наукових праць, 2024, № 50(7-9), С. 12-22. https://journal-discourse.com/uk/kataloh-statei/2024/2024r-507-9/zdorovia-iak-realizatsiia-sotsialnoi-subiektnosti-patsiienta
4. Єдиний медичний простір України: правовий вимір: монографія/За заг. ред. С. Г. Стеценка. Харків: Право, 2022. (у співавторстві)
5. Здоров'я, медицина та філософія: стратегії виживання: монографія/За наук. ред. Пустовіт С. В., Бугайовой Н. М., Палєй Л. А. Київ: УАБ, 2022. (у співавторстві) https://drive.google.com/file/d/1eLCG8Dm8__waSmKtcJYC6Nvrl-sbSvTb/view?usp=sharing
6. Біоетика: від теорії до практики: монографія. Київ: ВД «Авіценна», 2021. С. 61-75. (у співавторстві) https://drive.google.com/file/d/1ibrSgyTSVsXCOWZyzRRQxcPeVF4Lk3Ke/view?usp=sharing
7. Социальная биоэтика сквозь призму глобальной биоэтики: монография /Под ред.: Т. В. Мишаткиной, С. Б. Мельнова. Минск: ИВЦ Минфина, 2018. (у співавторстві) https://www.researchgate.net/publication/392079471_Socialnaa_bioetika_skvoz_prizmu_globalnoj_bioetiki
8. Протидія насильству в сім’ї. Навчальний посібник/С. Пустовіт, В. Мішалов, Н. Бойченко та ін. – Київ, 2017. – 98 с. https://www.researchgate.net/publication/392079480_PROTIDIA_NASILSTIVU_V_SIM'I_Navcalnij_posibnik
9. Кулиниченко В. Л. Творческое наследие. Избранные статьи. Київ: Графика и дизайн, 2015. (у співавторстві) https://drive.google.com/file/d/1evNTNfMK5nE2kdj2OrLVIBzGMah3uWIq/view?usp=sharing
10. Бирюков В. С., Пустовит С. В. Аудит систем менеджмента в медицине: оценка риска и этические аспекты. Інтегративна антропологія. Міжнародний медико-філософський журнал. 2014. №2 (24). https://files.odmu.edu.ua/anthropology/2014/02/a142_21.pdf
11. Handbook of Global Bioethics/Ed. by Henk A. M. J. ten Have, Bert Gordijn.  N.-Y.-London: Springer, 2014. (у співавторстві). https://drive.google.com/file/d/1BkbwgsBTD562K8pD8dPI5ipmIZkAjXvG/view?usp=sharing
12. Environmental Ethics: the power of ethics for sustainable development.  Vilnius: Mykolo Romerio Universitetas,  2010.  600 c. (у співавторстві)
13. Сьогодення та біоетика/Під ред. Ю. І. Кундієва та ін.  К.:ВД «Авіценна», 2011. (у співавторстві)
14. Система этической экспертизы биомедицинских исследований в государствах — участниках СНГ (социальные и культурные аспекты). СПб.: Феникс, 2010. (у співавторстві). https://drive.google.com/file/d/17hoc2sqd-SKu7OACSb4J8U1iWblSRnWH/view?usp=sharing
15. Пустовіт С. Проблеми теоретизації біоетики. Філософські обрії. 2008. № 19. С. 261-275. http://dspace.pnpu.edu.ua/bitstream/123456789/792/1/Pustovit.pdf
16. Сучасні проблеми біоетики/Під ред. Ю. І. Кундієва, Л. А. Пиріга, С. В. Комісаренко та ін.  К.: Академперіодика, 2009. (у співавторстві)https://www.researchgate.net/publication/388305245_Sucasni_problemi_bioetikiRed_Kundiev_UI_Kiiv_Akademperiodika_2009_278_s
17. Наука и образование: современные трансформации.  К.: Изд-во ПАРАПАН, 2008. (у співавторстві)
18. Філософсько-методологічний аналіз передумов, засад та принципів біоетики. Автореферат на здобуття наук. ступеню д.філос.н., спеціальність 09.00.09 – філософія науки, К.: 2009, 38 с. https://www.researchgate.net/publication/392714019_FILOSOFSKO-METODOLOGICNIJ_ANALIZ_PEREDUMOV_ZASAD_TA_PRINCIPIV_BIOETIKI_AVTOREFERAT_disertacii_na_zdobutta_naukovogo_stupena_doktora_filosofskih_nauk_Specialnist_090009_-_filosofia_nauki
19. Організація та проведення етичної експертизи біомедичних досліджень: методичні рекомендації. Під ред. С. В. Пустовіт та В. Л. Кулініченка. Київ: Сфера, 2006. https://docs.google.com/document/d/1sNHhFgUzaJephxpZEAyceFvaDglx9Uiw/edit?usp=sharing&ouid=108752834791132393137&rtpof=true&sd=true
20. Глобальная биоэтика: становление теории и практики (философский анализ).  Київ: Арктур-А, 2009.https://docs.google.com/document/d/1Tj_alF64fG3WV7G2gqvbEk_FhTbVxIMv/edit?usp=sharing&ouid=108752834791132393137&rtpof=true&sd=true
21. Этические комитеты: настоящее и будущее. Под ред. С. В. Вековшининой, В. Л. Кулиниченко. Киев: Сфера, 2004. (у співавторстві).
22. Антологія біоетики. Під ред. Ю. І. Кундієва. Львів: БАК, 2003. (співавтор).
23. Етичний кодекс українського лікаря: проект. Насінник О., Пиріг Л., Вєковшиніна С., Кулініченко В. Київ: Сфера, 2002.
24. Биоэтика: начала и основания (Философско-методологический анализ).  К.: Сфера, 2002. 152 с. (у співавторстві).https://docs.google.com/document/d/15HyUgHcEpMvqPsb7N-mr5H9bJAGct8r6/edit?usp=sharing&ouid=108752834791132393137&rtpof=true&sd=true

## Міжнародна співпраця
- 2000—2001 — Фонд Соросу. Проект «Розвиток та імплементація стандартів професійної етики в охороні здоров'я», співвиконавець.
- 2001 — Фонд Соросу. Проект «Аналіз та розвиток нормативної бази комітетів з етики», керівник.
- 2002 — Фонд МАТРА «Включення суспільства в імплементацію принципів біоетики в систему охорони здоров'я та екологію», керівник.
- 2004 — Фонд Соросу. Проект «Комітети з етики як механізм громадського контролю в охороні здоров'я та захисті навколишнього середовища: досвід роботи в Центральній та Східній Європі», керівник.
- 2005 — Фонд Соросу. Міжнародний семінар "Розвиток стандартів етичної експертизи як шлях до якісної та відповідальної практики в біомедичних дослідженнях та системі охорони здоров'я: досвід Східної та Центральної Європи, керівник.
- 2015 — Проект ЮНЕСКО «Глобальна біоетика в соціальному вимірі», 16-18 грудня 2015, Мінськ, експерт.

Проф. Пустовіт С. В. є організатором та співорганізатором 9 міжнародних симпозіумів з біоетики (2000, 2002, 2004, 2006, 2008, 2010, 2012, 2015, 2021).
Матеріали симпозіумів можна знайти тут:
Здоров'я, медицина та філософія: стратегії виживання: м-ли ІХ Міжнародного симпозіуму з біоетики, Київ, 2021.https://drive.google.com/file/d/11wvPw-xyJ3zRWkrDL0D5xOFssPiIRf4u/view?usp=sharing
Виклики інформаційного суспільства: від  біоетики до нооетики: м-ли VII Міжнародного симпозіуму з біоетики, 22-23 жовтня 2015, Київ. https://drive.google.com/file/d/1gBUuimAIi4KkDOuzoCHaoklR9RMaYFvM/view?usp=sharing